# Strandskinnlav
Strandskinnlav (Leptogium rivulare) är en lavart som först beskrevs av Erik Acharius, och fick sitt nu gällande namn av Jean François Montagne. Strandskinnlav ingår i släktet Leptogium och familjen Collemataceae.  Arten är reproducerande i Sverige. Inga underarter finns listade i Catalogue of Life.